# Justus Soget
Justus Soget (22 de octubre de 1999) es un deportista de Kenia que compite en atletismo. Ganó una medalla de bronce en el Campeonato Mundial de Atletismo Sub-20 de 2018, en la prueba de 1500 m.